# Ondřej Raab
Ondřej Raab (Jablonec nad Nisou, 20 de junio de 1973) es un deportista checo que compitió en piragüismo en la modalidad de eslalon. Ganó dos medallas de plata en el Campeonato Europeo de Piragüismo en Eslalon, en los años 1998 y 2002.

## Palmarés internacional
| Campeonato Europeo | Campeonato Europeo                   | Campeonato Europeo | Campeonato Europeo |
| Año                | Lugar                                | Medalla            | Competición        |
| ------------------ | ------------------------------------ | ------------------ | ------------------ |
| 1998               | Roudnice nad Labem (República Checa) | Medalla de plata   | K1 por equipos     |
| 2002               | Bratislava (Eslovaquia)              | Medalla de plata   | K1 por equipos     |